# Rhaphidophora perkinsiae
Rhaphidophora perkinsiae — вид квіткових рослин із родини Araceae, роду Rhaphidophora. Це ліана, рідним ареалом якої є Філіппіни.